# Tritonaclia kefersteini
Tritonaclia kefersteini là một loài bướm đêm thuộc phân họ Arctiinae, họ Erebidae.